# Saint-Pierre-la-Noue
Saint-Pierre-la-Noue is een gemeente in het Franse departement Charente-Maritime (regio Nouvelle-Aquitaine). De plaats maakt deel uit van het arrondissement Rochefort. Saint-Pierre-la-Noue is op 1 januari 2018 ontstaan door de fusie van de gemeenten Péré en Saint-Germain-de-Marencennes. 

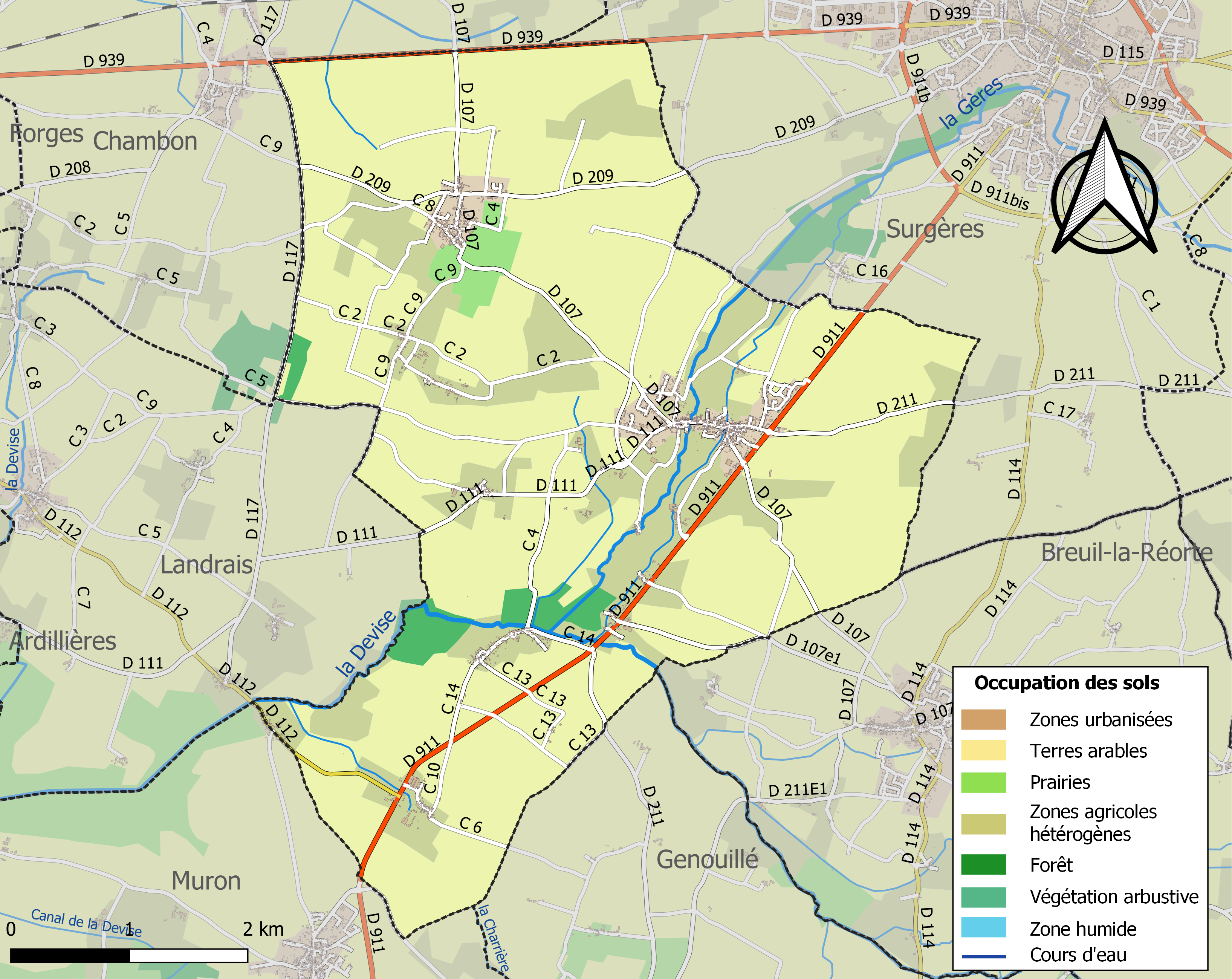
Kaart met grondgebruik en omgeving